# .uz
.uz je internetová národní doména nejvyššího řádu pro Uzbekistán (podle ISO 3166-2:UZ).